# Хоменко Олександр Харитонович
Олександр Харитонович Хоменко (13 серпня 1905, місто Ромни, тепер Сумської області — ?) — радянський діяч, міністр зв'язку Таджицької РСР, міністр зв'язку Молдавської РСР.

## Біографія
Член ВКП(б) з 1931 року.
У 1934 році закінчив Ленінградський електротехнічний інститут зв'язку.
З 1934 року працював на відповідальних посадах в органах зв'язку в Ленінграді, Алма-Аті, Києві, Вінниці, Сталінабаді (Душанбе).
У 1955—1956 роках — міністр зв'язку Таджицької РСР.
6 вересня 1956 — 4 квітня 1963 року — міністр зв'язку Молдавської РСР.
З квітня 1963 року — персональний пенсіонер.
Подальша доля невідома.

## Нагороди
- два ордени Трудового Червоного Прапора
- два ордени «Знак Пошани»
- медалі